# Бальтубай
Бальтубай (фр. Baltoubaye) — деревня и супрефектура в Чаде, расположенная на территории региона Среднее Шари. Входит в состав департамента Лак-Иро.

## Географическое положение
Деревня находится в южной части Чада, к северу от реки Миния (рукав реки Саламат), на высоте 358 метров над уровнем моря.
Бальтубай расположен на расстоянии приблизительно 465 километров к юго-востоку от столицы страны Нджамены.

## Население
По данным официальной переписи 2009 года численность населения Бальтубая составляла 13 059 человек (6508 мужчин и 6551 женщина). Население супрефектуры по возрастному диапазону распределилось следующим образом: 53,3 % — жители младше 15 лет, 44,2 % — между 15 и 59 годами и 2,5 % — в возрасте 60 лет и старше.

## Транспорт
Ближайший аэропорт расположен в городе Кьябе.